# Gerontha thailandiae
Gerontha thailandiae är en fjärilsart som beskrevs av Sigeru Moriuti 1989. Gerontha thailandiae ingår i släktet Gerontha och familjen äkta malar.
Artens utbredningsområde är Thailand. Inga underarter finns listade i Catalogue of Life.